# Stade du Pairay
Das Stade du Pairay (niederländisch Pairaystadion, auch bekannt als Stade de la Boverie) ist ein Fußballstadion in der belgischen Stadt Seraing im Bezirk Lüttich, südwestlich der Stadt Lüttich. Es ist seit 2014 die Heimspielstätte des RFC Seraing.

## Geschichte
Die 1906 erbaute Anlage war rund neun Jahrzehnte der Spielort des 1900 als FC Seraing gegründeten Fußballclubs RFC Seraing. 1982 fand eine Renovierung der Sportstätte statt. Nach der Insolvenz des RFC im Jahr 1996 entstand der Nachfolgerverein RFC Seraing-RUL. Dieser fusionierte 2014 mit dem Football Club Charleroi und wurde der Racing Club Charleroi-Couillet-Fleurus mit Sitz in Charleroi. Von Ende der 1990er Jahre bis Mitte der 2010er Jahre nutzte der RFC Lüttich mit Unterbrechung das Stade du Pairay für seine Heimspiele.
Der in finanzielle Schwierigkeiten geratene Fußballclub Royal Boussu Dour Borinage wurde vom französischen Verein FC Metz übernommen, von Boussu nach Seraing verlegt und erhielt den Namen Seraing United, später wieder RFC Seraing. Er nahm die Vereinsfarben Rot-Schwarz des früheren RFC Seraing an. Dadurch gilt der neue RFC Seraing juristisch als 1922 gegründet, dem Jahr der Gründung des Royal Boussu Dour Borinage. Durch diese Konstellation konnte der RFC in seiner ersten Saison in der zweitklassigen 2. Division starten. Zur Saison 2021/22 stieg der RFC Seraing in die höchste belgische Liga, die Division 1A, auf. Zur Saison 2023/24 stieg er wieder in die Division 1B ab.

## Kapazität
Das Stadion im Complexe sportif de la Boverie bot 14.326 Zuschauerplätze, die angesichts des Alters aus Sicherheitsgründen zwischenzeitlich auf 6744 reduziert wurden. Seit Februar 2016 bietet das Stade du Pairay durch eine neue Konfiguration 8207 Plätze, die im Rahmen des Lizenzantrags für die 1. Division Amateure, gestaltet wurden. Es wurde u. a. aus dem Stehplatzrang auf der Ostseite mit Kunststoffsitzen eine Sitzplatztribüne gestaltet.
- Tribune Boverie: 1828 Sitzplätze (West, Haupttribüne)
  - Block A: 390 Sitzplätze
  - Block B: 290 Sitzplätze
  - Block C: 147 Sitzplätze
  - Tribune d’honneur (Ehrentribüne): 48 Sitzplätze
  - Block D: 156 Sitzplätze
  - Block E: 357 Sitzplätze
  - Block F: 440 Sitzplätze

Der Block G hinter dem Tor im Norden ist ungenutzt.
- Tribune Echelle: 3175 Sitzplätze plus 550 Sitzplätze für die Gästefans (Ost, Gegentribüne)
  - Block H: 976 Sitzplätze
  - Block I: 1515 Sitzplätze
  - Block J: 684 Sitzplätze
  - Block K: 550 Sitzplätze (Gästeblock)

- Tribune Station Service: 2654 Stehplätze (Süd, Hintertortribüne)

Rollstuhlgerechte Plätze befinden sich am Ausgang der Umkleidekabinen.